# Moadon Kaduregel Beitar Tel Aviv Bat Yam
Il Moadon Kaduregel Beitar Tel Aviv Bat Yam (in ebraico מועדון כדורגל בית"ר תל אביב בת ים‎?, fino al 2011 Beitar Shimshon Tel Aviv), noto più semplicemente come Beitar Tel Aviv Bat Yam, è una società calcistica avente sede a Tel Aviv e a Bat Yam (Israele).
Il Beitar Tel Aviv Bat Yam milita nella Liga Bet, la quarta serie del campionato di calcio israeliano.

## Storia
Il club è nato nel 2000, a seguito della fusione dei due storici club del Beitar Tel Aviv e dello Shimshon Tel Aviv.
Nel 2011 la società ha incorporato l'Ironi Ramla, mentre ha perso l'adesione dei soci dell'ex Shimshon (che è stato, poi, ricostituito nel 2014), così assumendo l'attuale denominazione.
Il 22 maggio 2019, in seguito alla fusione con il Maccabi Ironi Bat Yam, ha cambiato la denominazione in Beitar Tel Aviv Bat Yam.

## Palmarès

### Altri piazzamenti
- Coppa d'Israele:

Semifinalista: 2020-2021